# Champagner-Polka
Champagner-Polka (Polka du champagne) est une polka surnommée Musikalischer Scherz de Johann Strauss II (op. 211). L'œuvre est créée le 12 août 1858 à Pavlovsk, en Russie.

## Histoire
Johann Strauss donne à cette polka le surnom de Musikalischer Scherz (Farce musicale). Elle est composée lors de son voyage en Russie en 1858 et créée à Pavlovsk sous le titre Ball-Champagner-Polka. Dans l’œuvre, le compositeur décrit le claquement des bouchons de champagne et l’exubérance joyeuse d’un bal. Un distique viennois bien connu est également cité dans la coda. Le compositeur cite le champagne dans plusieurs de ses œuvres, dans notamment dans plusieurs pièces de son opérette Die Fledermaus.
La Champagner-Polka est bien accueillie tant en Russie qu'à Vienne, où elle est jouée pour la première fois le 21 novembre 1858 au Volksgarten. L'ouvrage est dédié à Karl Ludwig von Bruck, alors ministre des Finances de la monarchie du Danube. Lorsque ce dernier, qui se révèlera être innocent par la suite, se retrouve impliqué dans une affaire de corruption, puis se suicide, Strauss retire la polka de son programme et ne la joue ensuite que rarement. Aujourd'hui, l'œuvre est occasionnellement reprise.

## Durée
Sa durée d'exécution est de 2 minutes et 20 secondes. Elle peut varier selon l'interprétation musicale du chef d'orchestre.

## Postérité
- La pièce est jouée lors du célèbre concert du nouvel an à Vienne : en 1958 (Clemens Krauss) ; 1968 et 1977 (Willi Boskovsky) ; 2004 (Riccardo Mutti) ; 2010 (Georges Prête) ; 2022 (Daniel Barenboïm).